# Ковингтон (округ, Миссисипи)
Округ Ковингтон (англ. Covington County) — округ штата Миссисипи, США. Население округа на 2000 год составляло 19407 человек. Административный центр округа — город Коллинс.

## История
Округ Ковингтон основан в 1819 году.

## География
Округ занимает площадь 1072.3 км2.

## Демография
Согласно переписи населения 2000 года, в округе Ковингтон проживало 19407 человек (данные Бюро переписи населения США). Плотность населения составляла 18.1 человек на квадратный километр.